# Jean-Marie de La Mennais
Pour l'écrivain et philosophe qui est son frère, voir Félicité de La Mennais.
Jean-Marie de La Mennais (aussi écrit de La Mennais) est un prêtre français, né le 8 septembre 1780 à Saint-Malo en Bretagne et mort le 26 décembre 1860 à Ploërmel (Morbihan). Il est déclaré vénérable en 1966 et sa béatification est en cours d'instruction à Rome.

## Biographie

### Enfance et jeunesse

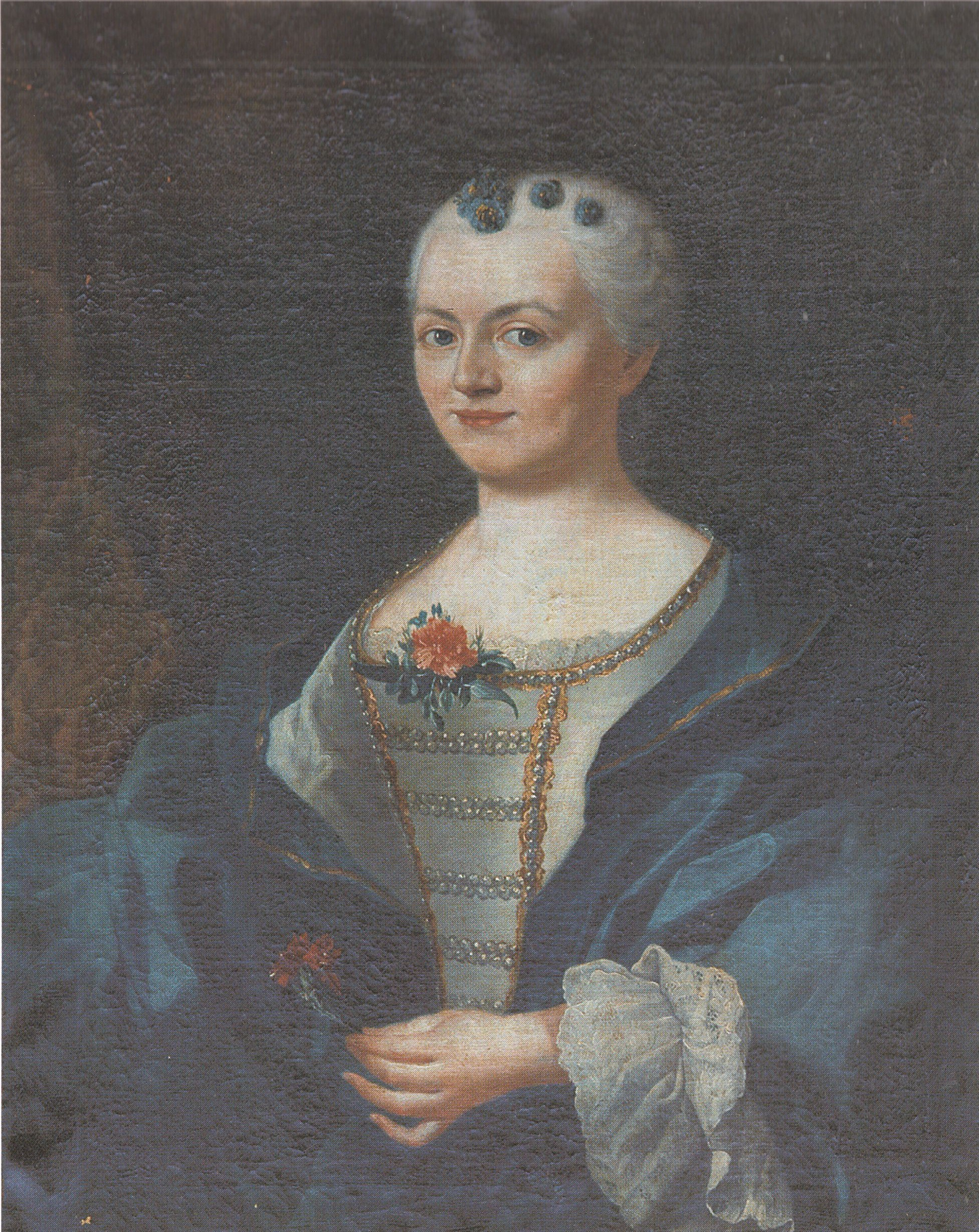
Portrait de Gratienne Lorin de La Brousse, mère de Jean-Marie de La Mennais

Jean-Marie Robert de La Mennais naît en 1780 à Saint-Malo, dans une famille très ancrée localement : son grand-père paternel, Louis-François Robert (1717-1804), est le fondateur de la Compagnie commerciale et maritime de Saint-Malo ; son grand-père maternel, Pierre Lorin (1719-1799), est avocat au Parlement de Paris et subdélégué des juridictions de Saint-Malo.
Jean-Marie est le fils de Pierre-Louis Robert de la Mennais et de Gratienne Lorin de La Brousse. Il est le troisième enfant d'une fratrie de cinq frères et une sœur : Louis-Marie (1776-1805), Pierre Jean (1778-1784), Jean-Marie (1780-1860) ; Félicité (1782-1854), Marie-Joseph (1784-1851) et Gratien (1785-1818).
La mère de famille étant morte en 1787, lorsque Jean-Marie a 7 ans, il est élevé chez un de ses oncles.
Pendant la Révolution, lors de sa jeunesse dans la ville de Saint-Malo, il vient en aide aux prêtres qui refusent de prêter serment à la République.

### Prêtre puis vicaire
Jean-Marie Robert de La Mennais est ordonné sous-diacre le 21 décembre 1801 à Rennes.
Ordonné prêtre le 25 février 1804 à Rennes, à l’âge de 24 ans, par Jean-Baptiste-Marie de Maillé de La Tour-Landry, il est nommé vicaire à la cathédrale de Saint-Malo. Il consacre tout son temps aux paroissiens, par les prédications lors des offices dominicaux, l'accueil et la confession ainsi que le conseil.
Il est nommé chanoine le 15 juillet 1810 puis vicaire capitulaire de Saint-Brieuc de 1815, lors de la mort de l'évêque Jean-Baptiste de Caffarelli du Falga, une fonction rare pour un jeune prêtre qu’il occupe jusqu’en 1820. Il participe activement à la vie chrétienne de son diocèse, soutenant les monastères, réformant les séminaires et animant des missions populaires. Il enseigne la théologie aux futurs prêtres du collège de Saint-Malo.
Il devient vicaire général lorsque Mathias Le Groing de La Romagère est nommé pour administrer le diocèse de Saint-Brieuc mais son engagement auprès des écoles primaires et des difficultés relationnelles sont la raison de la très courte durée de cette fonction : une année.

### Enseignant au collège de Saint-Malo
Préoccupé par la situation des jeunes et par le manque de lieux d'instruction, avec ses amis, les chanoines Étienne-Pierre Engerran et Jean Vielle, ils rouvrent en 1802 le collège de Saint-Malo qui avait été fermé sous la Révolution. L'établissement accueille des enfants de la maternelle au lycée. C'est un collège-séminaire où, sous-diacre, il enseigne la théologie et la philosophie à des étudiants à peine plus âgés que lui car il n'a que 22 ans. Il a la parole facile et parvient aisément à capter l'attention des étudiants.

### Participation à la rédaction de journaux
Jean-Marie de la Mennais a collaboré au Mémorial catholique et écrit plusieurs articles. Il en est le premier directeur sur proposition des fondateurs, Philippe Gerbet et Antoine de Salinis.
Il est secondé par le rédacteur belge Adolphe Bartels pour la rédaction du journal L'Avenir.

### Congrégation des Filles de la Providence
Jean-Marie de la Mennais, en tant que vicaire général, administre les écoles primaires et assure la direction des communautés religieuses, dans tout le diocèse de Saint-Brieuc. C'est ainsi qu'en 1817, il fait la connaissance d'un groupe de jeunes femmes, se faisant appeler les Demoiselles, composé de Marie-Anne Cartel, Marie Conan, Fanny Chaplain, Julie Bagot et Esther Beauchemin qui ont créé une association pour aider les enfants abandonnés. Elles œuvrent, dans un premier temps, pour l'accueil des orphelines.
Lors d'une mission, il leur propose de suivre la règle des Filles du Cœur de Marie et devient leur directeur. Il fonde la congrégation des Filles de la Providence de Saint-Brieuc en 1818. Leur œuvre s'élargit vers l'instruction et leur première école s'appelle La Providence. L'école est un succès : en 1819, elle compte sept classes regroupant quatre cents enfants scolarisés gratuitement pour suivre des cours de lecture, écriture, broderie et couture.
En 1821, lorsque Jean-Marie de la Mennais présente sa démission du poste de vicaire général à l'évêque, Mgr de la Romagère, il ne peut plus assurer la direction de la congrégation. C'est ainsi qu'il propose aux sœurs de devenir une congrégation autonome qui prend le nom de Filles de la Providence de Saint-Brieuc. Il garde un rôle en tant que fondateur.

### Institut des Frères de l'instruction chrétienne

#### Collaboration avec Gabriel Deshayes
Jean-Marie de La Mennais est très vite convaincu que l'éducation a un rôle à jouer dans la lutte contre la délinquance et cherche une solution pour ouvrir davantage d'écoles primaires. Il décide de former quelques instituteurs en 1817, en s'appuyant sur le modèle des Frères des écoles chrétiennes mais ceux-ci œuvrent surtout en ville.
Sa rencontre avec l'abbé Gabriel Deshayes à Auray la même année est déterminante. Ce dernier œuvre déjà pour former des frères instructeurs dans la région d'Auray. Le projet partagé par les deux prêtres est d'installer, dans les bourgs ruraux, un instituteur pour faire classe aux enfants des campagnes. Pour cela, ils envisagent une solution matérielle : tandis que les Frères des écoles chrétiennes, vivent obligatoirement par communauté de trois frères — ce qui s'avère coûteux pour la charge de la commune, à une époque où l'instruction n'est pas encore organisée de façon nationale — leur projet consiste à avoir au moins un instituteur dans les bourgs ruraux.
Le 6 juin 1819, ils fondent l'institut des Frères de l'instruction chrétienne sur cette base, avec l'idée de recruter de jeunes hommes, de leur apprendre les bases de l'instruction, en appui sur les méthodes déjà employées par les Frères des écoles chrétiennes, puis de les envoyer dans une commune rurale afin d'y ouvrir une ou plusieurs classes d'instruction élémentaire.

#### Rédaction de manuels scolaires
Grâce à l'amitié qu'il a conservée avec ses connaissances de jeunesse, Jean-Marie de la Mennais parvient à réaliser une autre œuvre difficile : doter les établissements de manuels scolaires. On peut citer par exemple sa collaboration avec un ami d'enfance, Paul-Jean-Joseph Querret qui a rédigé un traité d'arithmétique pour les Frères de Ploërmel.

### Congrégation de Saint-Pierre

#### Une congrégation de prêtres à Saint-Meen
En 1825 l'évêque de Rennes, Mgr de Lesquen, le nomme supérieur général de la congrégation des Prêtres de Saint-Méen. C'est une association de prêtres, professeurs du petit séminaire, constituée à Saint-Méen-le-Grand. Il ajoute ainsi une responsabilité supplémentaire à son travail, avec la motivation de voir la perspective d'une entraide et d'une meilleure formation des prêtres.

#### Évolution des statuts vers la Congrégation de Saint-Pierre
En 1828, les statuts de la congrégation évolue pour devenir la Congrégation de Saint-Pierre qui est une fusion de l'école de la Chesnaie et des prêtres de Saint-Méen. Le noviciat de la congrégation nouvellement créée est installé dans la ville de Malestroit avec l'idée, de réaliser un important travail, afin d'améliorer la culture religieuse, en portant une attention particulière au monde et une ouverture aux diverses confessions religieuses.
Ainsi, à Malestroit les étudiants de la congrégation se forment à la théologie, la philosophie, le grec, l'hébreu, l'arabe et la plupart des langues vivantes. Il s'agit de former des personnes capables de maintenir le dialogue avec toutes les formes de cultures et de civilisations.
Cependant, ce projet est réalisé en collaboration étroite avec son frère, Félicité, réprimandé par le Pape pour ses écrits et certaines de ses théories. Jean-Marie de la Mennais remet sa démission du rôle de supérieur général, en 1834, à la demande de l’Évêque, Mgr de Lesquen.

### Participation aux débats législatifs
Soucieux de permettre aux enfants d'acquérir une instruction à la fois intellectuelle, sociale, morale et religieuse, il est également attaché au fait de créer des formations en lien avec les métiers existants et cherche à ancrer les écoles dans leur territoire local. Ainsi se trouve-t-il en désaccord avec le ministre de l'Instruction publique, François Guizot, lors des discussions sur la loi de 1833.
Il écrit à ce titre plusieurs lettres au ministre pour l'interpeller sur l'uniformité des règles sur tout le territoire national ce qu'il juge être un inconvénient car il estime que l'instruction doit être adaptée au contexte local et que cela peut-être souhaitable que les prérequis ne soient pas les mêmes pour enseigner dans une école à Squiffiec, Nantes ou Rennes, aussi bien pour l'élaboration des programmes scolaires que pour les brevets exigés pour enseigner. Il perçoit la détention obligatoire du brevet comme une entrave à l'installation des écoles dans les bourgs ruraux car peu de jeunes hommes sont en mesure d'obtenir le brevet à ce moment.

### Au-delà de la Bretagne: envoi de frères volontaires aux colonies

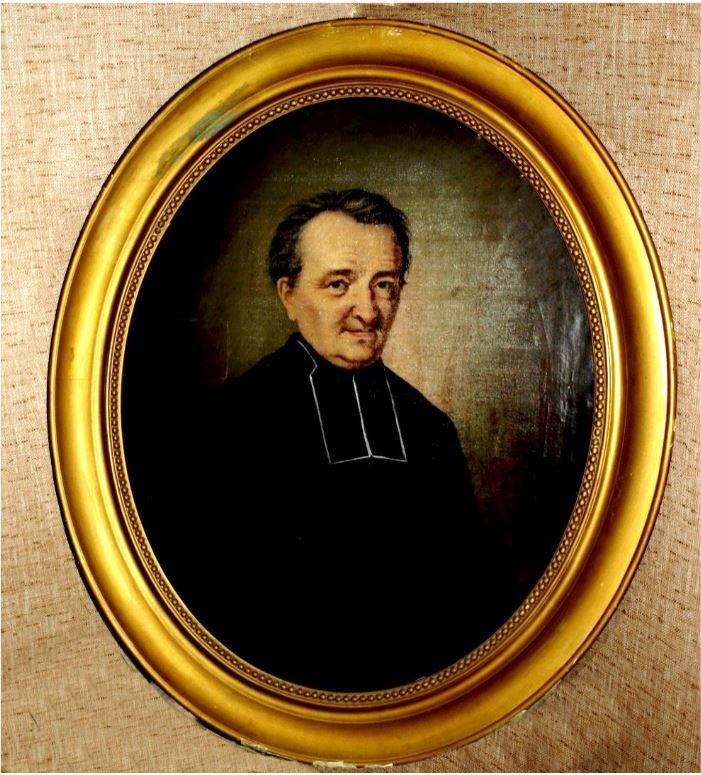
Jean-Marie de La Mennais en 1845.

En 1836, Jean-Marie de la Mennais reçoit une lettre officielle de l'amiral Duperré, ministre de la marine. Au nom du gouvernement, il lui demande d'organiser l'enseignement primaire aux Antilles, alors colonies françaises. Il prend un temps de réflexion avant de répondre à cette demande pour s'assurer qu'il y aura des candidats.
En effet, à cette époque le nombre d'école augmente chaque année et, déjà en Bretagne, il est difficile de pourvoir des enseignants en nombre suffisant, d'où une hésitation malgré son enthousiasme. Il se renseigne également auprès de M. de Saint-Hilaire, directeur des colonies, sur les conditions de vie qui seraient celles des Frères aux Antilles. À la fin de l'année 1836, il accepte la proposition qu'il estime être une œuvre à la fois sociale et chrétienne.
Pour commencer il s'agit des classes libres puis celle des esclaves, dans la perspective de leur affranchissement. Selon le ministre de l'époque, l'instruction chrétienne est une prérogative à la mise en place de l'affranchissement. C'est à la clôture de la retraite de 1837, à Ploërmel, qu'il présente le projet aux soixante frères présents, parmi les plus aguerris. Il en faudrait cinq pour fonder une école en Guadeloupe, avec la conscience de la difficulté de la mission : le climat, les maladies, les réticences des planteurs.
Cinquante-deux Frères sont volontaires, il en choisit cinq parmi ceux-ci. Ils partent le 10 décembre 1837 à bord de La Girafe, depuis la rade de Brest. Il les bénit et les encourage.

### Construction de la chapelle dans l'enceinte de la maison-mère de Ploërmel

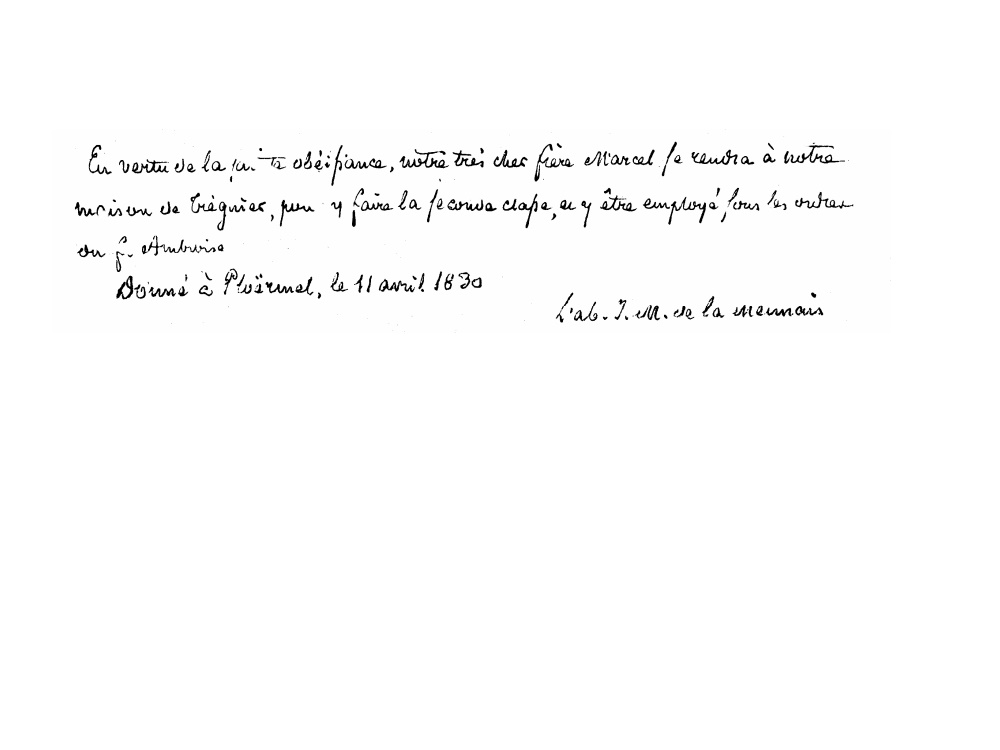
Exemple de lettre de nomination rédigée en 1830 par Jean-Marie de La Mennais, en tant que supérieur général des Frères de l'instruction chrétienne de Ploërmel.

La maison-mère de la congrégation est installée, en novembre 1824, dans un ancien couvent des Ursulines à Ploërmel, dans le Morbihan. En 1853, alors que le chômage sévit dans la région de Ploërmel, Jean-Marie de la Mennais lance le chantier de construction de la chapelle, dans l'enceinte de la maison-mère. Il confie la direction des travaux à Frère Cyprien. Il s'agit d'édifier un édifice gothique de 111 pieds de long. Pour ce chantier, il embauche les chômeurs de Ploërmel durant deux ans, le temps des travaux de construction.

### Mort

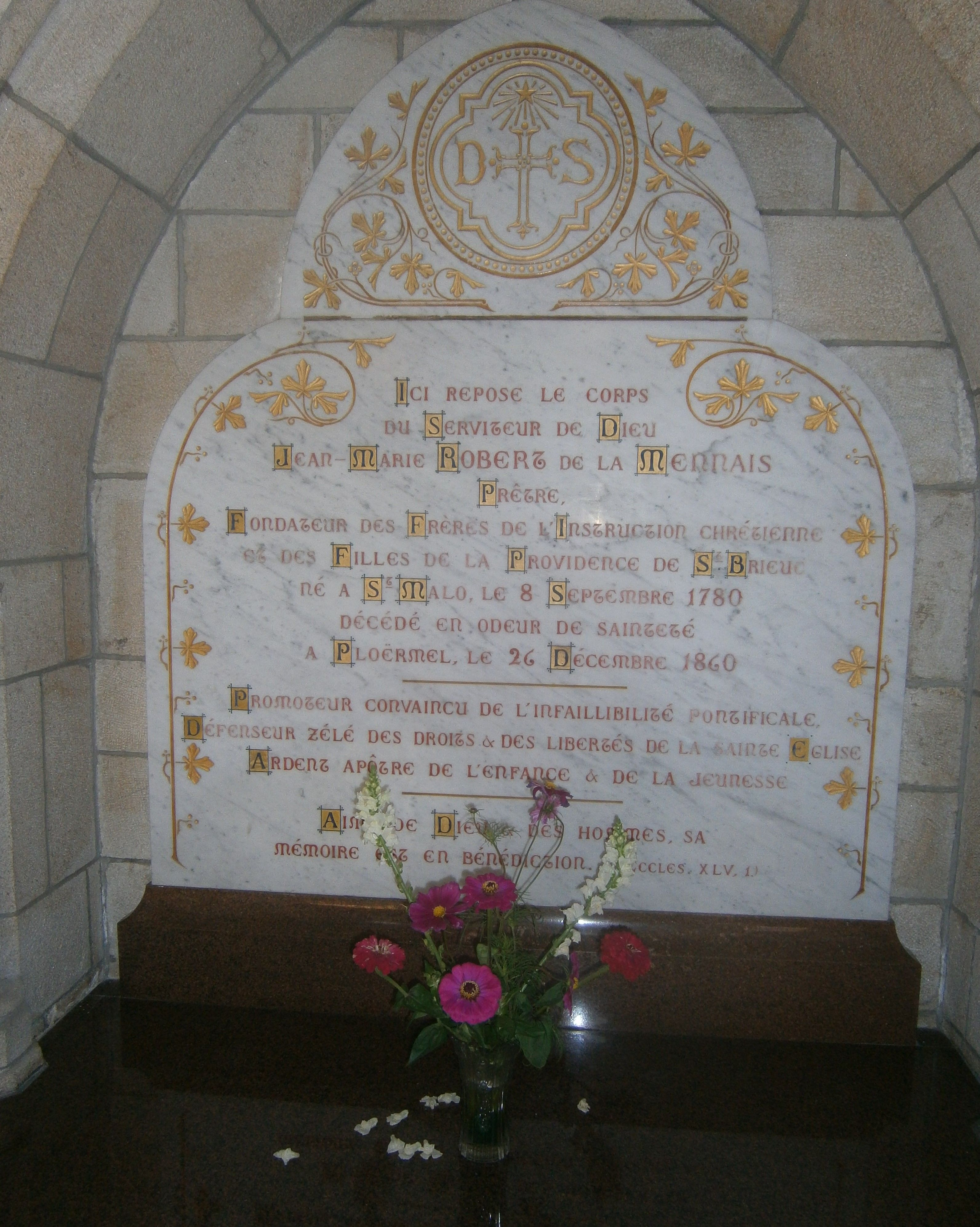
Tombe de Jean-Marie de la Mennais à Ploërmel.

Il meurt le 26 décembre 1860 à la maison-mère des Frères de l'instruction chrétienne de Ploërmel. Il est d'abord inhumé dans le cimetière de l’établissement — à sa demande car il souhaitait reposer parmi les autres frères de la congrégation — puis, en hommage, il est transféré à la chapelle le 6 août 1900 dans l'espace qui lui avait été dédié lors de la construction de la chapelle par frère Cyprien.

## Ouvrages co-rédigés avec Félicité de La Mennais
- Réflexions sur l'état de l'Église en France pendant le dix-huitième siècle et sur sa situation actuelle, Liège, Société typographique, 1808 (BNF 30728561, lire en ligne)
- Tradition de l'Église sur l'institution des évêques, Liège, Le Marié, Duvivier, 1814, 409 p. (BNF 30728608)

## Distinctions
- Il est nommé chevalier de la légion d'honneur en 1846[9].

- Un procès en béatification en cours, pour obtenir sa canonisation. Il est proclamé vénérable en 1966. Son procès en béatification commence en 2015[10].

## Hommages

### Établissements scolaires portant son nom
Plusieurs établissements scolaires portent son nom :
- à Papeete (Polynésie française) : collège La Mennais
- à Ploërmel (Morbihan) : le Campus La Mennais
- à Guérande (Loire-Atlantique) : le lycée La Mennais
- à Sainte-Croix (Canada) : l'école La Mennais
- à La Prairie (Montérégie, Canada) : le collège Jean-de-la-Mennais
- à Saint-Malo (Ille et Vilaine) : l'école Jean-de-La-Mennais
- à Fougères (Ille et Vilaine) : l'école Jean-de-La-Mennais
- à collège Catholique Jean de la Mennais de Man ( Côte-d’Ivoire)
- à Herbignac (Loire-Atlantique):Collège Saint-Joseph

### Sculpture en bronze à Ploërmel (1884)

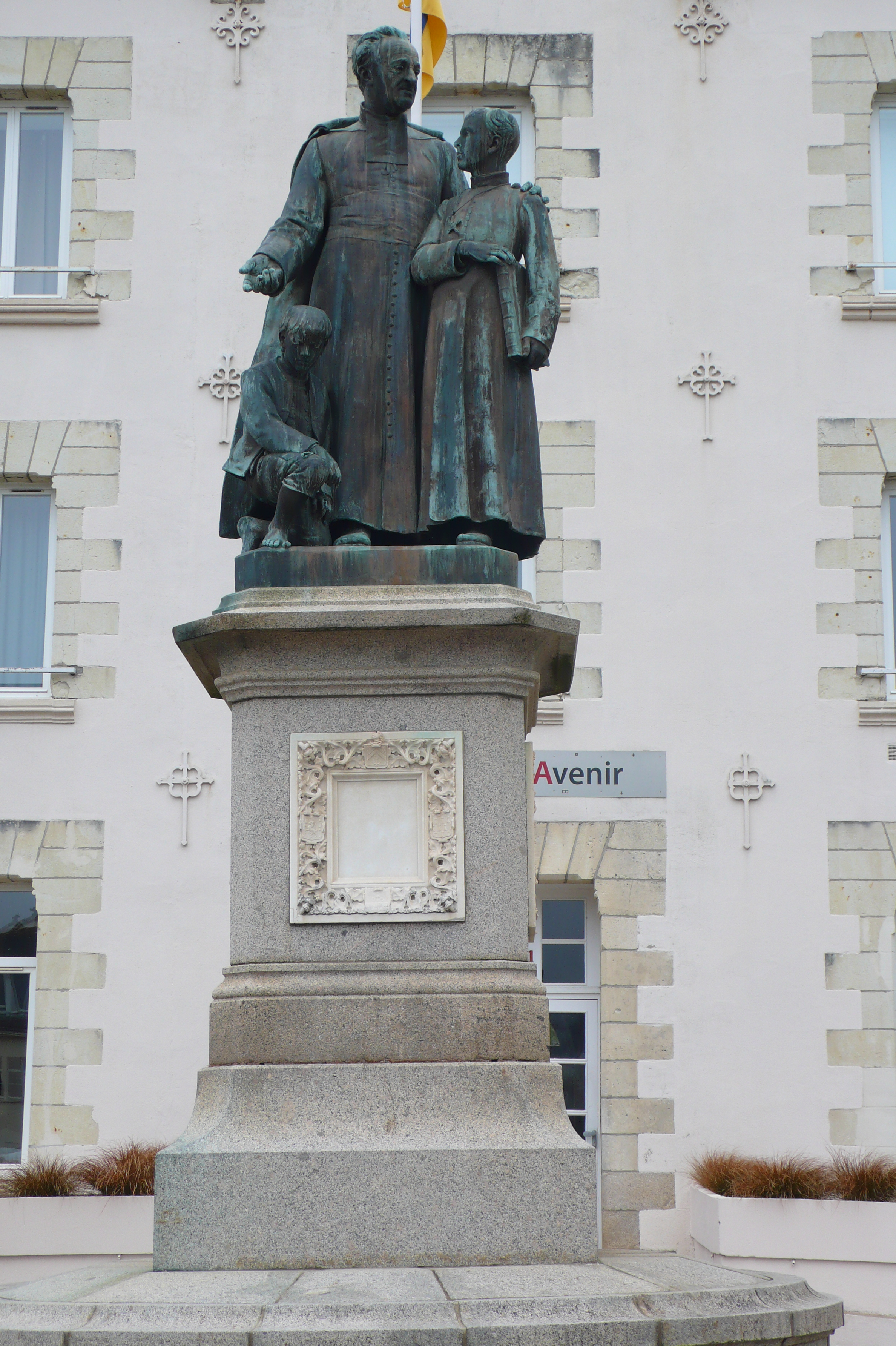
Sculpture dans l'enceinte du lycée La Mennais.

Après le décès de Jean-Marie de La Mennais, les habitants de Ploërmel ainsi que la municipalité souhaitent ériger une statue en son honneur. En 1878, le conseil municipal décide à l'unanimité que la place Nationale change de nom pour devenir la place La Mennais. C'est l'artiste Adolphe Léofanti, sculpteur et bronzier d'art à Rennes, qui réalise la sculpture. Elle est achevée en 1884 et inaugurée en 1885. Cependant, du fait des lois de laïcisation, la sculpture n'est pas située sur la place publique mais elle est érigée dans l'enceinte de la maison principale de la communauté des frères. La statue en bronze a échappé à la vente pour l'envoi à la fonte et la fabrication de canons en 1943.

### Portraits posthumes

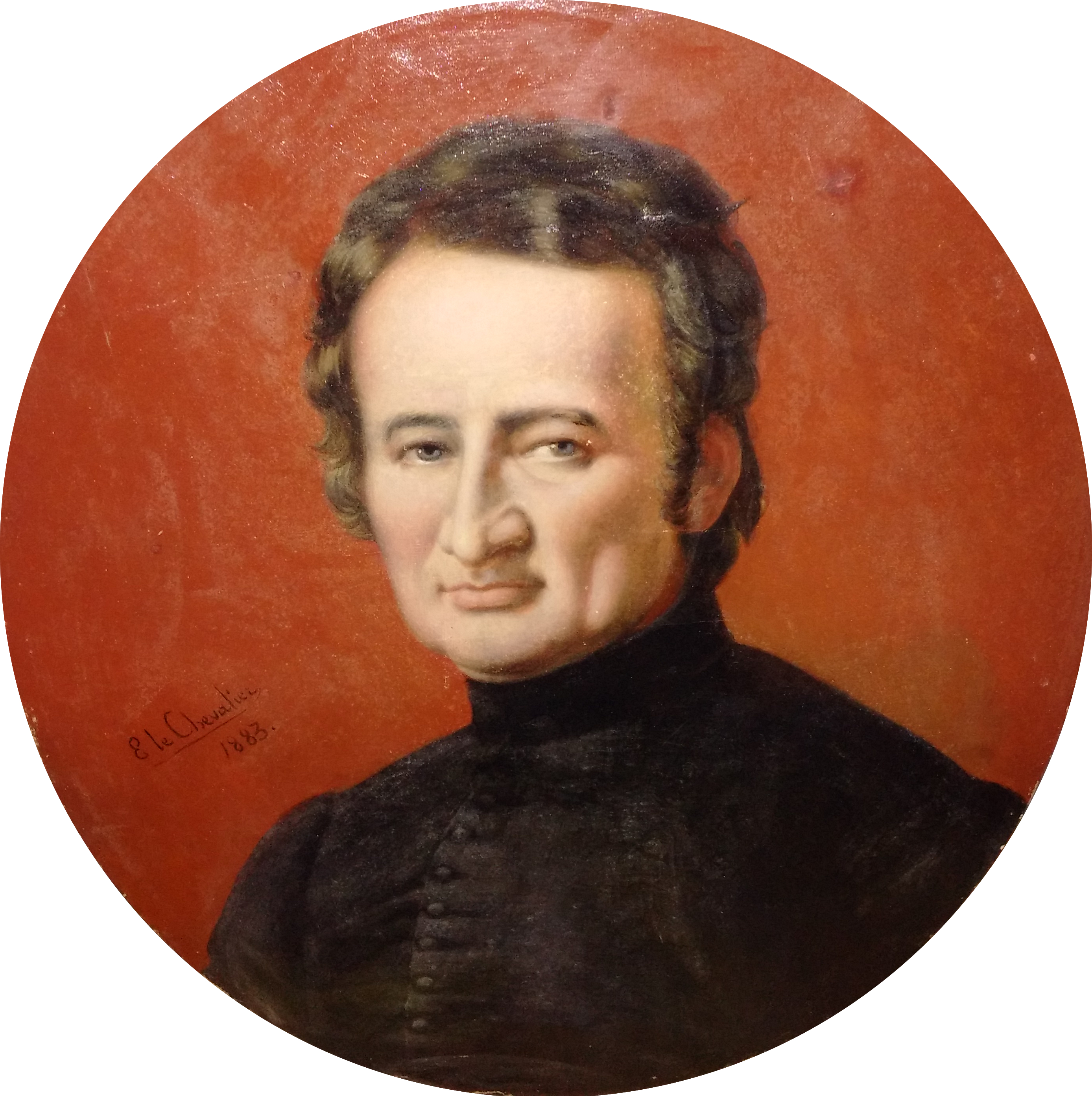
Portrait posthume réalisé par E. Le Chevalier en 1883.
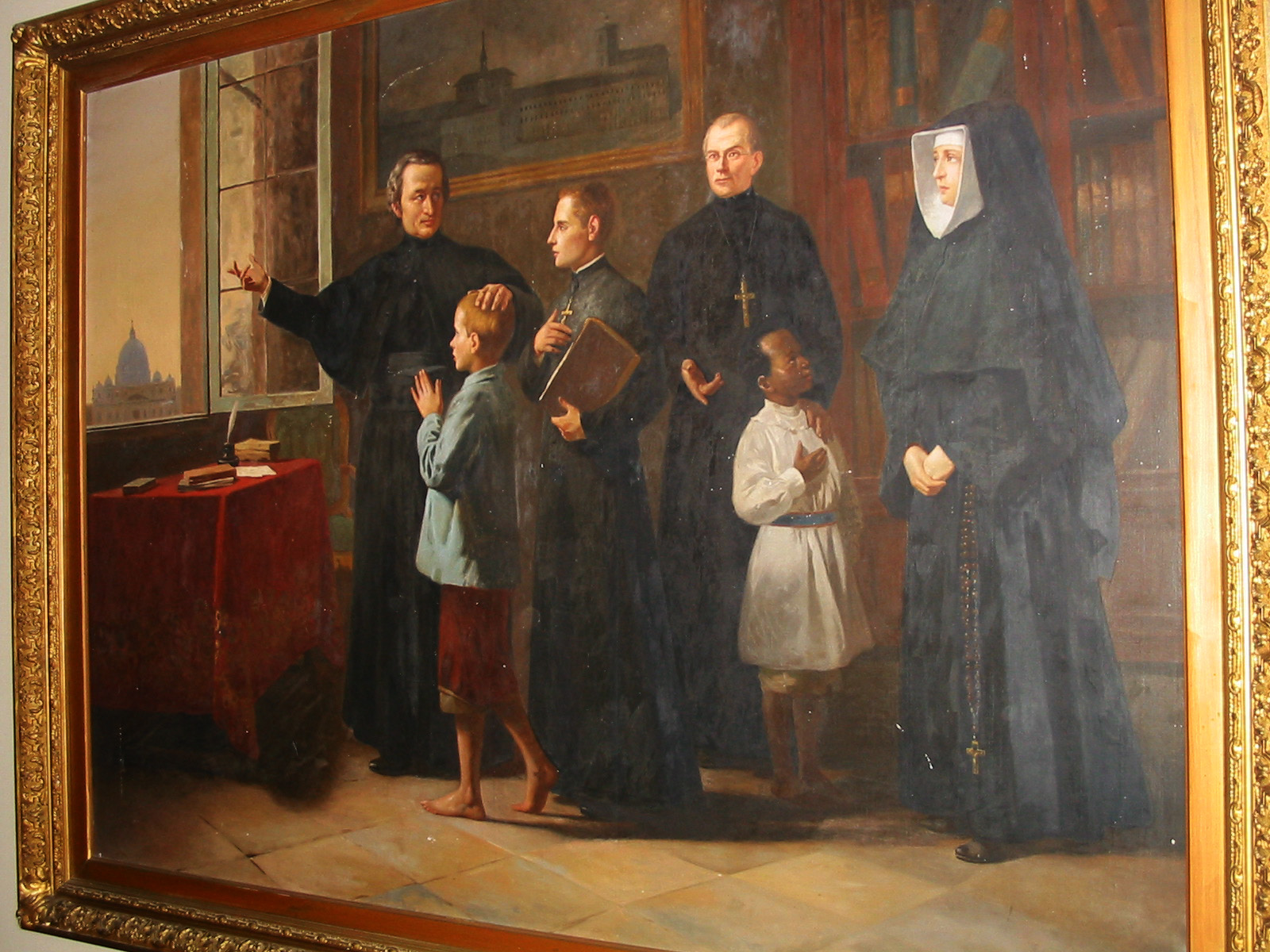
Tableau de vénérabilité de l'abbé Jean-Marie de La Mennais (Rome).
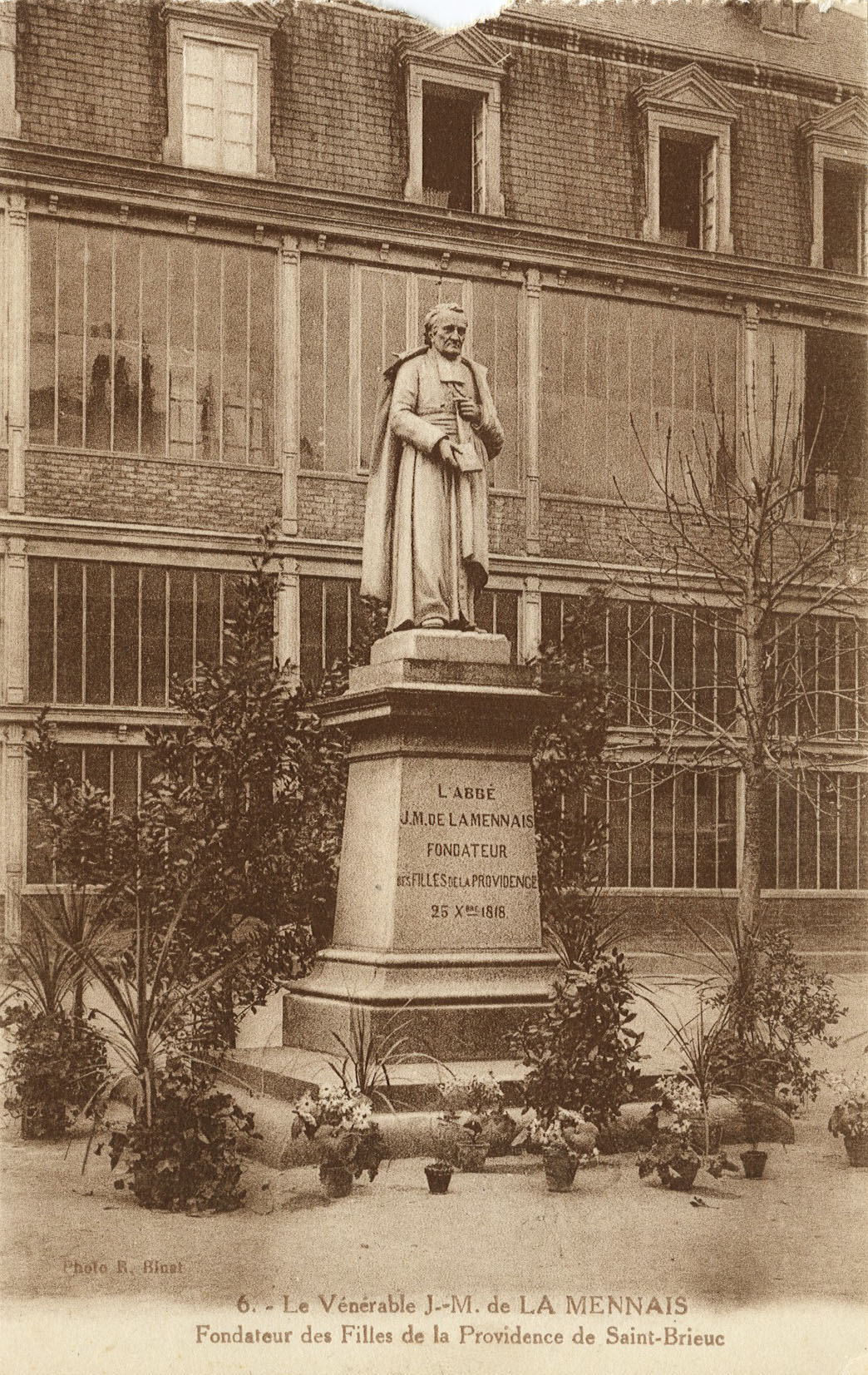
Sculpture à Saint-Brieuc.